# Betta pallida
Betta pallida — тропічний прісноводний вид риб з родини осфронемових (Osphronemidae), підродина макроподових (Macropodusinae).
Назва виду походить від латинського pallidus, що означає «блідий» (у порівнянні з більш барвистими родичами).

## Ідентифікація
Належить до групи видів B. picta.
До появи наукового опису вид був відомий під назвою Betta sp. «Southern Thailand». У минулому зразки цього виду також помилково ідентифікувалися як B. taeniata.
Можливо, Betta pallida є синонімом Betta prima  Kottelat, 1994. Два види не відрізняються за жодною з діагностичних ознак і за морфологією є практично ідентичними. Дослідження мітохондріальної COI та ядерної ITS1 послідовностей ДНК засвідчили, що й у генетичному плані вони практично однакові. B. prima зустрічається в східних провінціях Таїланду, в Камбоджі та на півдні В'єтнаму, а B. pallida була виявлена в південний провінціях півострівного Таїланду. Припускають, що ареали поширення цих видів були розірвані в результаті підвищення рівня води в Сіамській затоці з кінця останнього льодовикового періоду (приблизно 20 тис. років тому).

## Опис
Максимальний відомий розмір Betta pallida — 47,8 мм стандартної (без хвостового плавця) довжини. Загальна довжина становить 136,0-149,2 % стандартної.
Тіло порівняно високе й коротке, його висота біля початку спинного плавця становить 29,4-32,0 %, а висота хвостового стебла 18,1-20,5 % стандартної довжини; довжина голови 32,1-35,9 % стандартної довжини.
Спинний плавець розташований порівняно далеко позаду (предорсальна довжина становить 64,8-68,9 % стандартної), довжина основи спинного плавця — 11,0-14,0 % стандартної довжини; плавець має 1 твердий і 8-9 м'яких променів. Анальний плавець загострений на кінці, довжина його основи більше половини (50,2-54,5 %) стандартної довжини, преанальна (до початку анального плавця) довжина становить 48,0-51,5 % стандартної довжини; плавець має 1-2 твердих і 22-26 м'яких, всього 24-28 променів. Хвостовий плавець ланцетний у самців, ромбовий у самок. Черевні плавці мають по 1 твердому, 1 простому та 4 розгалужених промені, довгий ниткоподібний промінь сягає 28,8-40,4 % стандартної довжини. Грудні плавці округлі, мають по 11-13 променів, їхня довжина становить 21,0-24,4 % стандартної.
Бічних лусок 27-29, у поперечному напрямку 9-9,5 рядів лусок.
Betta pallida дуже нагадує B. prima. Основна відмінність між видами полягає у формі хвостового плавця: у B. pallida він загострений по центру, а в B. prima — округлий. Вказуються також деякі відмінності між двома видами в забарвленні, зокрема безперервна темна центральна бічна смуга, чітко відокремлена від плями на основі хвостового плавця, й, навпаки, розірвана в задній частині нижня поздовжня смуга в B. pallida. Проте ці відмінності в забарвленні піддаються сумніву.

## Поширення
Вид поширений на східному узбережжі півострівної частини Таїланду від Сураттхані (Surat Thani) та острова Самуї на півночі до Сунгай-Колок (Sungai Kolok) у провінції Наратхіват на півдні.
Досліджені зразки були зібрані в лютому 2005 року в струмку з повільною течією глибиною лише 20-50 см. Вода була прозорою й легко коричневою. Дно було щільно вкрите шаром опалого листя. Показник pH становив 6,3, електропровідність 82 мкСм/см, температура води 25,5 °C. В іншому струмку, де знаходили цих риб, показники були такими: pH 6,5, 69 мкСм/см і 26,6 °C.

## Розмноження
Вид був розведений у неволі. Батьківське піклування полягає в інкубації ікри в роті. Самка ініціює нерест. Під час спаровування ікра падає на анальний плавець самця (своєрідний приймач), самка збирає ікринки й передає їх самцеві. Весь процес може тривати кілька годин. Після нересту самка охороняє навколишню територію, тоді як самець виношує потомство й при цьому нічого не їсть. Він виглядає так, ніби йому весь час важко дихати. Якщо самця сильно потурбувати, він може з'їсти ікру. На восьмий день після нересту він випускає з рота мальків.